# Ecuación de Arrhenius
La ecuación de Arrhenius es una expresión matemática que se utiliza para comprobar la dependencia de la constante de velocidad (o cinética) de una reacción química con respecto a la temperatura a la que se lleva a cabo esa reacción. La ecuación fue propuesta primeramente por el químico neerlandés Jacobus Henricus van 't Hoff en 1884; cinco años después en 1889 el químico sueco Svante August Arrhenius dio una justificación física y una interpretación para la ecuación. Actualmente, es vista mejor como una relación empírica. Puede usarse para modelar la variación de temperatura de coeficientes de difusión, población de vacantes cristalinas, velocidad de fluencia y muchas otras reacciones o procesos inducidos térmicamente.[cita requerida]

## Información general
Dicho de manera breve, la ecuación de Arrhenius da la dependencia de la constante de velocidad {\displaystyle k} de reacciones químicas a la temperatura {\displaystyle T} (en temperatura absoluta, tales como kelvins o grados Rankine) y la energía de activación {\displaystyle E_{\mathrm {a} }}, de acuerdo con la expresión:
| Símbolo                      | Nombre                                                                               | Valor  | Unidad      |
| ---------------------------- | ------------------------------------------------------------------------------------ | ------ | ----------- |
| {\displaystyle k(T)}         | Constante cinética (dependiente de la temperatura)                                   |        |             |
| {\displaystyle A}            | Factor preexponencial (Factor de frecuencia) Indica la frecuencia de las colisiones. |        |             |
| {\displaystyle {\text{e}}\,} | Número e                                                                             |        |             |
| {\displaystyle E_{a}}        | Energía de activación                                                                |        | J / mol     |
| {\displaystyle R}            | Constante universal de los gases                                                     | 8.3143 | J / (mol K) |
| T                            | Temperatura                                                                          |        | K           |

## Gráfico de Arrhenius
Para utilizar la ecuación de Arrhenius como modelo de regresión lineal entre las variables {\displaystyle k} y {\displaystyle T^{-1}}, la ecuación puede ser reescrita como:

{\displaystyle \ln(k)=\ln(A)-{\frac {E_{\rm {a}}}{R}}\left({\frac {1}{T}}\right)}

Un gráfico de Arrhenius muestra el logaritmo de las constantes cinéticas ({\displaystyle \ln(k)} en el eje de las ordenadas en coordenadas cartesianas) graficado con respecto al inverso de la temperatura ({\displaystyle 1/T}, en el eje de las abcisas). Los gráficos de Arrhenius son ocasionalmente utilizados para analizar el efecto de la temperatura en las tasas de rapidez de las reacciones químicas. Para un único proceso térmicamente activado de velocidad limitada, un gráfico de Arrhenius da una línea recta, desde la cual pueden ser determinados tanto la energía de activación como el factor preexponencial.
Cuando se grafica de la forma descrita anteriormente, el valor de la intersección en el eje y corresponderá a {\displaystyle \ln(A)}, y la pendiente de la línea será igual a {\displaystyle -E_{\rm {a}}/R}.
El factor preexponencial, {\displaystyle A}, es una constante de proporcionalidad que toma en cuenta un número de factores tales como la frecuencia de colisión y la orientación entre las partículas reaccionantes. 
La expresión {\displaystyle \mathrm {e} ^{-E_{\rm {a}}/RT}} representa la fracción de las moléculas presentes en un gas que tienen energía igual o superior a la energía de activación a una temperatura dada.

## Ecuación de Arrhenius modificada
La ecuación de Arrhenius modificada es una extensión de la ecuación de Arrhenius en la que el factor preexponencial {\displaystyle A} es proporcional a {\displaystyle T^{n}}:
| Símbolo           | Nombre                                    |
| ----------------- | ----------------------------------------- |
| {\displaystyle B} | Constante independiente de la temperatura |
| {\displaystyle n} | Constante                                 |

## Interpretación cinética de la ecuación de Arrhenius
Arrhenius argumentó que para que los reactivos se transformen en productos, deben primero adquirir una mínima cantidad de energía, llamada la "energía de activación" Ea. A una cierta temperatura absoluta T, la fracción de las moléculas que tiene una energía cinética mayor que Ea puede ser calculada a partir de la distribución de Maxwell-Boltzmann de la mecánica estadística, y resulta ser proporcional a {\displaystyle \ {\mathrm {e} }^{-{\frac {E_{\mathrm {a} }}{k_{\mathrm {B} }T}}}}. El concepto de energía de activación explica la naturaleza exponencial de la relación, y de una forma u otra está presente en todas las teorías cinéticas.

### Teoría de las colisiones
Un ejemplo viene de la "teoría de las colisiones" de las reacciones químicas, desarrollada por Max Trautz y William Lewis en los años 1916-1918. En esta teoría, se supone que las moléculas reaccionan si colisionan con una energía cinética relativa a lo largo de sus líneas de centro, que exceda Ea. Esto lleva a una expresión muy similar a la ecuación de Arrhenius.

### Teoría del estado de transición
Otra expresión parecida a la ecuación de Arrhenius aparece en la teoría del estado de transición de las reacciones químicas, formulada por Eugene Wigner, Henry Eyring, Michael Polanyi y M. G. Evans en la década de 1930. Esto toma varias formas, pero una de las más comunes es:
| Símbolo                              | Nombre                               | Unidad      |
| ------------------------------------ | ------------------------------------ | ----------- |
| {\displaystyle k}                    |                                      | s-1         |
| {\displaystyle h}                    | Constante de Planck                  | J s         |
| {\displaystyle k_{\mathrm {B} }}     | Constante de Boltzmann               | J / K       |
| {\displaystyle T}                    | Temperatura                          | K           |
| {\displaystyle \Delta G^{\ddagger }} | Energía libre de Gibbs de activación | J / mol     |
| {\displaystyle R}                    | Constante universal de los gases     | J / (mol K) |

A primera vista, esto luce como un exponencial multiplicado por un factor que es lineal en temperatura. Sin embargo, se debe recordar que la energía libre es por sí misma una cantidad dependiente de la temperatura. La energía libre de activación es la diferencia de un término de entalpía y un término de entropía multiplicada por la temperatura absoluta. Cuando todos los detalles son considerados, se termina con una expresión que nuevamente toma la forma de la ecuación exponencial de Arrhenius multiplicada por una función de {\displaystyle T} que varía lentamente. La forma precisa de la dependencia de temperatura depende de la reacción, y puede ser calculada usando fórmulas de la mecánica estadística, que envuelven las funciones de partición de los reactivos y del complejo activado.

### Limitaciones de la idea de la energía de activación de Arrhenius
Tanto la energía de activación de Arrhenius como la constante de velocidad ({\displaystyle k}) son determinadas experimentalmente, y representan parámetros macroscópicos específicos de la reacción que no están relacionados de manera simple a las energías umbrales y al éxito de las colisiones individuales a nivel molecular. Considérese una colisión particular (una reacción elemental) entre las moléculas A y B. El ángulo de colisión, la energía traslacional relativa, la energía (particularmente la vibracional) interna, todos esos factores determinarán la oportunidad de que la colisión produzca una molécula AB. Las medidas macroscópicas de {\displaystyle E_{\mathrm {a} }} y {\displaystyle k} son el resultado de muchas colisiones individuales con diferentes parámetros de colisión. Para probar las velocidades de reacción a nivel molecular, los experimentos tienen que ser realizados bajo condiciones casi colisionales y este tópico es llamado en ocasiones dinámica de reacciones moleculares.